# 국제 축구 평의회
국제 축구 평의회(International Football Association Board, IFAB)는 축구 규정과 경기방식을 결정하는 협의체이다. 1886년에, FIFA보다 먼저 설립되었다. 경기 규칙의 변경 제안 안건과 연례 총회 또는 평의회, 대륙 연맹 또는 회원국 협회로 구성된 기타 회의에서 심의를 거친 후 평의회에 회부가 요구된 축구에 영향을 미치는 제반 사항에 대하여 토론과 의결을 한다. 구성은 잉글랜드 축구 협회, 스코틀랜드 축구 협회, 웨일스 축구 협회, 북아일랜드 축구 협회를 대표하는 4명과, 국제 축구 연맹(FIFA)을 대표하는 4명을 합해 총 8인으로 구성된다. 8명 중 6명 이상이 찬성해야, 개정안이 통과된다. IFAB는 2008년 3월 9일, 축구 경기장의 공식 규격을 105m × 68m로 결정했다. 종전에는 축구장 규격이 터치라인 90~120m, 엔드라인 45~90m 이내였기 때문에 국제 경기 진행 등에 혼란이 있었다.